# 1988年の全日本ツーリングカー選手権
1988年の全日本ツーリングカー選手権（JTC）は、全日本ツーリングカー選手権4年目のシーズン。シリーズチャンピオンは、3勝を上げ､2位を2回の好成績を残した、フォード・シエラRSコスワースをドライブする、横島久が獲得した。

## シリーズ概要
この年から排気量によってクラス分けされるようになり、クラス1が2.5L以上、クラス2が2.5L以下、クラス3が1.6L以下とクラス分けされることになった。今まで多様な車両が参戦していたが、出場する車種が限られてきたのもこのシーズンからであった。
トヨタはクラス1には、前年から投入されたトヨタ・スープラで参戦したが、ライバルのシエラやスカイライン、スタリオンなどに比べ重い車重が影響したのか苦戦し、最終戦のインターTECの2位がベストリザルトだった。またAE92カローラレビンもクラス3に参戦し、最終年度の93年まで続くまでシビック勢との争いが繰り広げられていく。
日産もR31スカイラインで参戦し鈴木亜久里とアンデルス・オロフソンが開幕2連勝を上げたが、その後はシエラに勝つ勝つことはできず、チャンピオンを獲得するには至らなった。
三菱も引き続きスタリオンで参戦していたが他のメーカーがエボリューションモデルを投入したため苦戦を強いられるようになり本年度限りで撤退した。
ホンダもクラス3にシビックで参戦し、レビン勢と激しいバトルを繰り広げ、岡田秀樹・中子修組がクラスチャンピオンを2年連続で獲得した。
外国車勢では、クラス1のシエラが速さを発揮し、スカイラインやスープラを押さえて4勝し、クラス2ではBMW・M3のデビューで事実上のワンメイク状態になった。

## エントリーリスト

### JTC-1
| 車名                              | 車番 | ドライバー                                 | ドライバー                               |
| --------------------------------- | ---- | ------------------------------------------ | ---------------------------------------- |
| STP・三菱・スタリオン             | 5    | 中谷明彦                                   | 高橋国光                                 |
| カルソニック・スカイライン IMPUL  | 12   | 北野元                                     | 和田孝夫                                 |
| SARD・スープラ・ダンロップFORMURA | 19   | 佐々木秀六                                 | 浅井順久                                 |
| リコー・スカイライン              | 23   | アンデルス・オロフソン                     | 鈴木亜久里(Rd.1,2,5,6) →都平健二(Rd.3,4) |
| ヂーゼル機器スカイライン          | 24   | 関根基司                                   | 都平健二(Rd.1,2,5,6) →木下隆之(Rd.4-6)   |
| ミノルタ・スープラターボ          | 36   | ジェフ・リース →関谷正徳                   | 鈴木恵一 →パオロ・バリッラ               |
| ミノルタ・スープラターボ          | 37   | 関谷正徳(Rd.1,4-6) →ジェフ・リース(Rd.2-3) | 小河等                                   |
| リーボック・スカイライン          | 50   | 高橋健二                                   | 長谷見昌弘                               |

## スケジュール及び勝者
| 決勝開催日 | ラウンド | サーキット         | 優勝ドライバー                 | 優勝ドライバー   | 優勝チーム    | 優勝車両                     |
| ---------- | -------- | ------------------ | ------------------------------ | ---------------- | ------------- | ---------------------------- |
| 1月17日    | 1        | 鈴鹿サーキット     | アンデルス・オロフソン         | 鈴木亜久里       | ニスモ        | 日産・スカイライン           |
| 3月20日    | 2        | 西日本サーキット   | アンデルス・オロフソン         | 鈴木亜久里       | ニスモ        | 日産・スカイライン           |
| 6月5日     | 3        | 仙台ハイランド     | 横島久                         | 長坂尚樹         | オブジェクトT | フォード・シエラRSコスワース |
| 8月21日    | 4        | 筑波サーキット     | 横島久                         | 清水和夫         | オブジェクトT | フォード・シエラ             |
| 9月18日    | 5        | スポーツランドSUGO | マウリツィオ・サンドロ・サーラ | エイエ・エリジュ | サンテック    | フォード・シエラ             |
| 11月13日   | 6        | 富士スピードウェイ | クラウス・ニーヅビーズ         | 横島久           | オブジェクトT | フォード・シエラ             |

## 参照
1. ↑  “新春NRC鈴鹿300km自動車レース 300km (1) リザルト”. モータースポーツトップ. 2024年2月8日閲覧。
2. ↑  “新春NRC鈴鹿300km自動車レース 300km (3) リザルト”. モータースポーツトップ. 2024年2月8日閲覧。
3. ↑  “全日本ツーリングカー300kmレース グループA (1) リザルト”. モータースポーツトップ. 2024年2月8日閲覧。
4. ↑  “全日本ツーリングカー300kmレース グループA (2) リザルト”. モータースポーツトップ. 2024年2月8日閲覧。
5. ↑  “全日本ツーリングカー300kmレース グループA (3) リザルト”. モータースポーツトップ. 2024年2月8日閲覧。
6. ↑  “ハイランドツーリングカー300km選手権レース大会 300km(Group A) (1) リザルト”. モータースポーツトップ. 2024年2月8日閲覧。
7. ↑  “ハイランドツーリングカー300km選手権レース大会 300km(Group A) (2) リザルト”. モータースポーツトップ. 2024年2月8日閲覧。
8. ↑  “ハイランドツーリングカー300km選手権レース大会 300km(Group A) (3) リザルト”. モータースポーツトップ. 2024年2月8日閲覧。
9. ↑  “レース・ド・ニッポン グループA (1) リザルト”. モータースポーツトップ. 2024年2月8日閲覧。
10. ↑  “レース・ド・ニッポン グループA (2) リザルト”. モータースポーツトップ. 2024年2月8日閲覧。
11. ↑  “レース・ド・ニッポン グループA (3) リザルト”. モータースポーツトップ. 2024年2月8日閲覧。
12. ↑  “SUGOグループA 300km選手権レース大会 Gr-A (1) リザルト”. モータースポーツトップ. 2024年2月8日閲覧。
13. ↑  “SUGOグループA 300km選手権レース大会 Gr-A (2) リザルト”. モータースポーツトップ. 2024年2月8日閲覧。
14. ↑  “SUGOグループA 300km選手権レース大会 Gr-A (3) リザルト”. モータースポーツトップ. 2024年2月8日閲覧。
15. ↑  “国際ツーリングカー選手権レース インターTEC グループA (1) リザルト”. モータースポーツトップ. 2024年2月8日閲覧。
16. ↑  “国際ツーリングカー選手権レース インターTEC グループA (2) リザルト”. モータースポーツトップ. 2024年2月8日閲覧。
17. ↑  “国際ツーリングカー選手権レース インターTEC グループA (3) リザルト”. モータースポーツトップ. 2024年2月8日閲覧。